# Saionji Kinhira
Saionji Kinhira (西園寺公衡, [[[1264]] – 1315] Erro: {{japonês}}: texto da transliteração contém caractere não latino (pos 19) (ajuda)) foi um kuge (membro da Corte) que viveu no final do período Kamakura da história do Japão. Era membro do ramo Saionji do clã Fujiwara e filho de Saionji Sanekane e Nakanoin Akiko.
Em 27 de fevereiro de 1267 Kinhira entra na Corte durante o governo do Imperador Kameyama com a classificação de Jugoi (funcionário da Corte de quinto escalão júnior). Em 16 de dezembro de 1268 é nomeado Sangi. Em 10 de abril de 1269 é nomeado para o foi nomeado para no Konoefu (Quartel da Guarda do Palácio). Em 21 de janeiro de 1270 foi nomeado Sanuki kai (governador de Sanuki) e em 4 de setembro deste mesmo ano sua classificação foi elevada para Shōshii (funcionário de quarto escalão pleno).
Em 5 de janeiro de 1276, já no governo do Imperador Go-Uda, sua classificação foi elevada para Jusanmi (terceiro escalão júnior) e no dia 23 deste mês é nomeado  Iyo gonmori (vice-governador da província de Iyo). Em 29 de janeiro de 1277 sua classificação subiu para Shōsanmi (terceiro escalão pleno). Em 28 de março de 1283 Kinhira foi nomeado Chūnagon. Neste ano em 8 de setembro foi classificado como Junii (segundo escalão júnior). No início de 1285 é relotado para o Emonfu (Guarda da Fronteira). E em 19 de agosto deste ano passa a servir como Kōgōgūshiki (Camareiro da Imperatriz).
Em 8 de novembro de 1288 no final do governo do Imperador Fushimi Kinhira foi promovido a Dainagon. Em 15 de maio de 1292 é nomeado Konoe taishō (Comandante geral) do Konoefu.
Em 12 de julho de 1298 no governo do Imperador Go-Fushimi Kinhira é nomeado Naidaijin e em 26 de abril de 1299 é promovido para Udaijin. Nesta época quando seu pai Sanekane se aposenta da vida política Kinhira passa a ocupar o antigo cargo de seu pai e se torna Kanto Mōshitsugi (embaixador do Shogunato Kamakura na Corte Imperial), além disso nessa época sua filha, Yasuko (Kôgimon-in) se tornou a consorte do novo imperador Go-Fushimi. Em 6 de janeiro de 1301 alcança a classificação de Juichii (primeiro escalão júnior) e em 19 de março de 1309 é nomeado Sadaijin, mas em 15 de junho deste mesmo ano pede demissão. Em 20 de agosto de 1311 abandonou sua vida na Corte e se converteu  shukke (monge budista) passando a se chamar Chikurin'in (Chikunai) até sua morte em 1315.
Kinhira escreveu um diário chamado Kinhira-ko-ki  de 1274 a 1310.